# Mieders
Mieders è un comune austriaco di 1 848 abitanti nel distretto di Innsbruck-Land, in Tirolo.